# 2018 GC2
2018 GC2 è un asteroide di piccole dimensioni del diametro di circa 20 metri. È stato scoperto l'11 aprile 2018 dal telescopio dell'Osservatorio di Monte Lemmon. Presenta un'orbita caratterizzata da un semiasse maggiore pari a 1,4410451 au e da un'eccentricità di 0,2874335, inclinata di 5,67490° rispetto all'eclittica.